# Barlon Sequeira
Barlon Andrés Sequeira Sibaja (Atenas, Alajuela, Costa Rica, 25 de mayo de 1998) es un futbolista costarricense que juega como interior derecho en el Liberia de la Primera División de Costa Rica.

## Trayectoria

### L. D. Alajuelense
El deportista es originario de Atenas, Alajuela y nació el 25 de mayo de 1998. Realizó las divisiones inferiores en la Liga Deportiva Alajuelense y fue promovido al equipo principal para dos jornadas del Campeonato de Verano 2016, en las cuales no tuvo participación.
El futbolista fue llamado por el estratega interino Wilmer López para afrontar la décima fecha del Campeonato de Invierno 2016, con una notable cantidad de jóvenes que trabajaron con él en las fuerzas básicas. El compromiso se desarrolló el 28 de agosto contra San Carlos en el Estadio Carlos Ugalde, escenario en el que Sequeira debutó profesionalmente como titular. Posteriormente salió de cambio por el delantero José Guillermo Ortiz al minuto 64' y el resultado acabó con victoria 1-2, con doblete de penal de su compañero Pablo Gabas.
Anotó su primer gol el 11 de noviembre de 2017, en el empate 3-3 ante el Cartaginés.
El 20 de diciembre de 2020, Sequeira se proclamó campeón del Torneo de Apertura al derrotar a Herediano en las dos finales con marcadores de 1-0. El 3 de febrero de 2021, Barlon conquistó su segundo título en el club tras vencer al Deportivo Saprissa por 3-2 en la final de Liga Concacaf.
El 14 de enero de 2022, el club anunció la salida del jugador.

### Sporting F. C.
El 14 de enero de 2022, se hizo oficial el fichaje de Barlon en el Sporting.

### Puntarenas F. C.
Para julio de 2023 se anunció su llegada al Puntarenas FC.

### Municipal Liberia
Luego de una temporada regular en Puntarenas, se incorporó como flamamante refuerzo del equipo pampero.

## Selección nacional

### Categorías inferiores
El 31 de octubre de 2014, Luis Fernando Fallas, entrenador de la Selección Sub-17 de Costa Rica, dio en conferencia de prensa la lista de 18 futbolistas que participarían en la Eliminatoria Centroamericana previa al Campeonato de Concacaf del año siguiente; en su nómina destacó la integración de Barlon Sequeira. El 4 de noviembre fue la primera fecha de la triangular, en la cual su nación enfrentó al combinado de Belice en el Estadio Edgardo Baltodano. En esa oportunidad, el mediocentro fungió en la titularidad, y a pesar de iniciar perdiendo desde el primer minuto de partido, su selección logró dar vuelta el resultado y triunfar con cifras de 3-1. Cuatro días posteriores fue el encuentro ante El Salvador en el mismo escenario deportivo. El jugador fue suplente, ingresó de cambio por Sergio Ramírez y la victoria de 2-1 aseguró el liderato del grupo A con 6 puntos y el pase directo a la competencia continental.
Enfrentó el Campeonato Sub-17 de la Concacaf de 2015 celebrado en territorio hondureño. El 28 de febrero fue la primera fecha contra Santa Lucía en el Estadio Olímpico Metropolitano. Mediante los dobletes de sus compañeros Andy Reyes y Kevin Masis, su nación triunfó con cifras de goleada 0-4. La segunda jornada del torneo del área se efectuó el 3 de marzo ante Canadá, en el mismo escenario deportivo. El marcador concluyó en pérdida de 2-3. Tres días después su país volvería a ganar, siendo esta vez con resultado de 4-1 sobre Haití. El 9 de marzo se dio un triunfo 2-0 contra Panamá y tres días posteriores el empate a un tanto frente al combinado de México. Con este rendimiento, los costarricenses se ubicaron en la zona de repechaje y el 15 de marzo se llevó a cabo el compromiso por esta definición en el Estadio Francisco Morazán, donde su conjunto tuvo como adversario a Canadá. La victoria de 3-0 adjudicó la clasificación de su selección al Mundial Sub-17 que tomaría lugar ese mismo año.
El director técnico de la selección Marcelo Herrera, dio la lista de convocados para el Campeonato Mundial de 2015, desarrollado en Chile. El 19 de octubre debutó en el Estadio Municipal de Concepción frente a Sudáfrica, dándose el triunfo de 2-1 donde Barlon ingresó de cambio por Roberto Córdoba. Después, se presentó el empate contra Rusia (1-1) y la derrota ante Corea del Norte (1-2). El 29 de octubre se efectuó el juego de los octavos de final de la competencia, donde su selección venció a Francia en los penales. El 2 de noviembre entró como relevo al minuto 73' por Jonathan Martínez en el encuentro contra Bélgica, en el que su combinado perdió con marcador de 1-0 quedando eliminado.
Durante la conferencia de prensa dada por el entrenador Marcelo Herrera, el 28 de abril, se hizo oficial el anuncio de los 21 futbolistas que tuvieron participación en la Copa Mundial Sub-20 de 2017 con sede en Corea del Sur. En la lista apareció el defensa Barlon Sequeira, siendo este su segundo torneo del mundo. El 21 de mayo participó 20 minutos en el Estadio Mundialista de Jeju en la derrota 1-0 contra Irán. Su selección concluyó el grupo ante Portugal (1-1) y Zambia (victoria 1-0). El 31 de mayo fue el partido de los octavos de final frente a Inglaterra, en el que su nación se vería superada con cifras de 2-1, insuficientes para trascender a la otra instancia. Por otra parte, el volante contabilizó 257 minutos de acción en cuatro apariciones.
El 29 de noviembre de 2017, Sequeira entró en la lista oficial de dieciocho jugadores del entrenador Marcelo Herrera, para enfrentar el torneo de fútbol masculino de los Juegos Centroamericanos, cuya sede fue en Managua, Nicaragua, con el representativo de Costa Rica Sub-21. Debutó como titular —con la dorsal «11»— y completó la totalidad de los minutos en el primer juego del 5 de diciembre, contra Panamá en el Estadio Nacional. El único tanto de su compañero Andy Reyes al 66' marcó la diferencia para el triunfo por 1-0. Para el compromiso de cuatro días después ante El Salvador, el centrocampista aguardaría desde el banquillo mientras que el resultado se consumió empatado sin goles. Los costarricenses avanzaron a la etapa eliminatoria de la triangular siendo líderes con cuatro puntos. El 11 de diciembre apareció en el once inicial y jugó los 90 minutos en la victoria de su país 1-0 —anotación de Esteban Espinoza— sobre el anfitrión Nicaragua, esto por las semifinales del torneo. La única derrota de su grupo se dio el 13 de diciembre, por la final frente a Honduras (1-0), quedándose con la medalla de plata de la competencia.
El 6 de julio de 2018, se anunció el llamado de la selección Sub-21 dirigida por Marcelo Herrera para conformar la nómina que le haría frente al torneo de fútbol de los Juegos Centroamericanos y del Caribe, lista en la cual Sequeira quedó dentro del selecto grupo. Realizó su debut el 20 de julio en el Estadio Romelio Martínez de Barranquilla contra el anfitrión Colombia, donde entró de relevo por Randall Leal al minuto 81' en la derrota por 1-0. Dos días después pero en el mismo escenario deportivo, alcanzó la totalidad de los minutos mientras que su escuadra sumó la primera victoria de 3-2 sobre Trinidad y Tobago. Tras el nuevo revés dado el 24 de julio ante Honduras con marcador de 1-2, su selección quedó eliminada en fase de grupos y ocupó el tercer lugar de la tabla.
El 15 de julio de 2019, Barlon fue convocado por Douglas Sequeira en la selección Sub-23 para jugar la eliminatoria al Preolímpico de Concacaf. Dos días después quedó en la suplencia frente a Guatemala en el Estadio Doroteo Guamuch Flores, donde el resultado se consumió en victoria por 0-3. A pesar de la derrota dada el 21 de julio por 0-2 en la vuelta en el Estadio Morera Soto, su combinado logró clasificarse al torneo continental.

#### Participaciones en juveniles
| Competición                               | Sede          | Resultado        |
| ----------------------------------------- | ------------- | ---------------- |
| Campeonato Sub-17 de la Concacaf 2015     | Honduras      | Clasificado      |
| Copa Mundial Sub-17 de 2015               | Chile         | Cuartos de final |
| Copa Mundial Sub-20 de 2017               | Corea del Sur | Octavos de final |
| Juegos Centroamericanos 2017              | Nicaragua     | Subcampeón       |
| Juegos Centroamericanos y del Caribe 2018 | Colombia      | Fase de grupos   |

### Selección absoluta
El 4 de octubre de 2018, en rueda de prensa del director técnico Ronald González, se hizo el primer llamado de Sequeira en la Selección de Costa Rica como novedad para disputar los fogueos de la fecha FIFA del mes. En la segunda jornada del 16 de octubre contra Colombia (derrota 1-3) en el Red Bull Arena, hizo su debut como internacional absoluto al ingresar de cambio al minuto 72' por David Ramírez.

## Clubes
| Club              | País       | Año               | Partidos | Goles |
| ----------------- | ---------- | ----------------- | -------- | ----- |
| L. D. Alajuelense | Costa Rica | 2016 - 2022       | 142      | 10    |
| Sporting F. C.    | Costa Rica | 2022 - Actualidad | 12       | 0     |

## Palmarés

### Títulos nacionales
| Título             | Club              | País       | Año  |
| ------------------ | ----------------- | ---------- | ---- |
| Torneo de Apertura | L. D. Alajuelense | Costa Rica | 2020 |

### Títulos internacionales
| Título        | Equipo            | Lugar      | Año  |
| ------------- | ----------------- | ---------- | ---- |
| Liga Concacaf | L. D. Alajuelense | Costa Rica | 2020 |